# Semionis
Semionis – rodzaj błonkówek z rodziny męczelkowatych. Gatunkiem typowym jest Semionis rarus.

## Ewolucja
Wymarłe gatunki odkryto w eoceńskim bursztynie bałtyckim (S. nixoni) oraz w angielskiej formacji Bouldnor z przełomu eocenu i oligocenu (S. wightensis).

## Zasięg występowania
Żyjący gatunek występuje w Południowej Afryce.

## Biologia i ekologia
Żywiciele nie są znani.

## Gatunki
Do rodzaju zaliczany jest jeden żyjący i dwa wymarłe gatunki:
- Semionis rarus Nixon, 1965

Oraz wymarłe:
- † Semionis nixoni Tobias, 1987
- † Semionis wightensis Belokobylskij, 2014